# نيك أوكوت
نيك أوكوت (بالإنجليزية: Nick Okoth) (مواليد 3 مارس 1983) هو ملاكم كيني، مثّل بلاده في الألعاب الأولمبية الصيفية 2008.

## روابط خارجية
نيك أوكوت على موقع بوكس ريك (الإنجليزية) (registration required)
- نيك أوكوت على موقع اللجنة الأولمبية الدولية (الإنجليزية)
- نيك أوكوت على موقع أوليمبيديا (الإنجليزية)
- نيك أوكوت على موقع اتحاد ألعاب الكومنولث (مؤرشف) (الإنجليزية)
- نيك أوكوت على موقع اتحاد ألعاب الكومنولث (مؤرشف) (الإنجليزية)
- نيك أوكوت على موقع دورة ألعاب الكومنولث 2014 (مؤرشف) (الإنجليزية)